# Красномайский (Вышневолоцкий городской округ)
Краснома́йский — посёлок городского типа в Тверской области России.
Входит в Вышневолоцкий городской округ (до апреля 2019 года — Вышневолоцкий район).

## География
Расположен на реке Шлине, при её впадении в Вышневолоцкое водохранилище, в 124 км к северо-западу от областного центра, в 8 км к северо-западу от города Вышний Волочёк.

## История
Посёлок развивался при химическом заводе, основанном В. Ф. Самариным в 1859 году на Ключинской пустоши. Позднее предприятие было приобретено вышневолоцким купцом А. В. Болотиным и переделано в стекольную мануфактуру. Завод выпускал абажуры для керосиновых ламп и столовую посуду, продукция его пользовалась спросом в различных регионах Российской Империи. Сейчас завод не работает. Работает музей завода
Статус посёлка городского типа — с 1925 года.
Указом Президиума Верховного Совета РСФСР от 27 декабря 1940 года рабочий посёлок Ключинский Вышневолоцкого района Калининской области переименован в рабочий посёлок Красномайский.
С января 2006 до апреля 2019 гг. в Вышневолоцком районе образовывал городское поселение посёлок Красномайский как единственный населённый пункт в его составе.

## Население
| 1939  | 1959  | 1970  | 1979  | 1989  | 2002  | 2009  |
| ----- | ----- | ----- | ----- | ----- | ----- | ----- |
| 5706  | ↗6076 | ↗6382 | ↗7045 | ↘6854 | ↘5796 | ↘5705 |
| 2010  | 2012  | 2013  | 2014  | 2015  | 2016  | 2017  |
| ↘5007 | ↘4990 | ↘4974 | ↘4966 | ↘4905 | ↘4783 | ↘4717 |
| 2018  | 2019  | 2020  | 2021  |       |       |       |
| ↘4636 | ↘4552 | ↘4511 | ↘4393 |       |       |       |

## Экономика

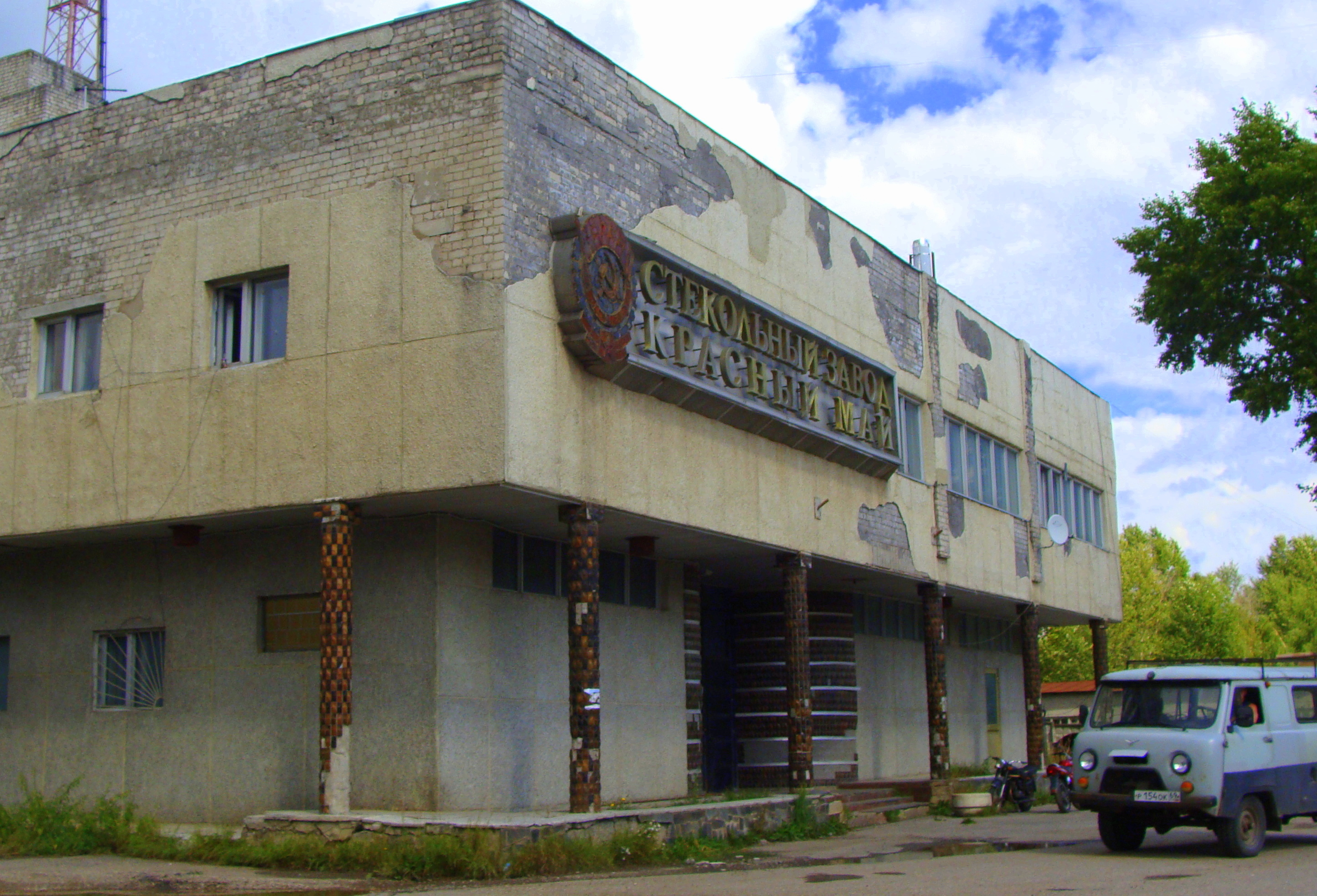
Здание завода «Красный Май» в 2011 году

Основное предприятие посёлка — стекольный завод «Красный Май», специализирующийся на производстве изделий из цветного сульфидно-цинкового стекла. При заводе — один из крупнейших в России музей стекла (основан в 1968 году, имеются экспонаты с 1870-х годов).На сегодняшний день стекольный завод «Красный Май» не функционирует, инфраструктура поселка пришла в упадок.

## Культура, достопримечательности
В посёлке работает Тверской Филиал (Колледж), начальная школа, средняя школа, дом творчества, музыкальная школа, три библиотеки, детский сад, поликлиника и профессиональный спорт зал.
26 августа 2018 года открылся Красномайский Дом культуры. Архивировано из оригинала 1 декабря 2018 года..

## Известные уроженцы
Посёлок Красномайский — родина Героев Советского Союза:
- Генерал-полковник авиации Сергей Ушаков (1908—1986)[22]
- Гвардии старший лейтенант Александр Дудкин (1920—1945)[23]

В посёлке родились мастера-стеклодувы братья Петушковы. Один из них, Александр Петушков (1901—1965), стал лауреатом Сталинской премии за участие в создании водородной бомбы.